# Роберто Карлос Лейва
Роберто Карлос Лейва Кортес (ісп. Roberto Carlos Leyva Cortez; 27 жовтня 1979) — мексиканський професійний боксер, чемпіон світу за версією IBF (2001—2002) у мінімальній вазі.

## Професіональна кар'єра
1998 року дебютував на професійному рингу. 2 червня 2000 року завоював титул WBC Youth у мінімальній вазі, який тричі захистив. 4 грудня 2000 року завоював титул NABO в першій найлегшій вазі.
29 квітня 2001 року вийшов на бій за вакантний титул чемпіона світу за версією IBF у мінімальній вазі проти Денієла Реєса (Колумбія) і переміг одностайним рішенням суддів..
28 вересня 2001 року вийшов на перший захист проти Мігеля Баррери (Колумбія) і зберіг титул після того, як бій завершився технічною нічиєю у третьому раунді.
Провівши два проміжних боя, 9 вересня 2002 року зустрівся в реванщі з Баррерою. Колумбієць здобув перемогу одностайним рішенням суддів і став новим чемпіоном. 22 березня 2003 року Баррера і Лейва зустрілися втретє, і цього разу Баррера переміг мексиканця нокаутом в третьому раунді.
10 квітня 2004 року вийшов на бій проти нового чемпіона IBF у мінімальній вазі Денієла Реєса (Колумбія) і програв технічним нокаутом у третьому раунді.
31 липня 2004 року здійснив спробу відібрати звання чемпіона WBO у мінімальній вазі у Івана Кальдерона (Пуерто-Рико), але програв одностайним рішенням суддів.
В наступних боях до завершення кар'єри переважно зазнавав поразок.